# BK Kondoři Liberec
BK Kondoři Liberec (celým názvem: Basketbalový klub Kondoři Liberec) je český basketbalový klub, který sídlí v Liberci v Libereckém kraji. Klub byl založen v roce 2005 s úmyslem přivést do Liberce prvoligový basketbal, proto si hned po založení koupil právo na účast v 1. lize. V sezoně 2005/06 postoupil do NBL, ve které odehrál 3 sezony. Od sezóny 2019/20 působí ve druhé nejvyšší basketbalové soutěži v České republice.
Dne 29. dubna 2009 byl liberecký klub (100% podíl v klubu) odkoupen brněnskými podnikateli Jiřím Hosem a Radkem Konečným, kteří přesunuli licenci na NBL do Brna. Tam byl po finančnímu krachu BC Brno v roce 2008 a sestupu BBK Brno v roce 2007 vytvořen nový klub s názvem Basketball Brno. Důvodem pro prodej libereckého klubu byl malý zájem o basketbal v regionu a tím pádem i nedostatečná návratnost investic.
Liberecké firmě MSV SYSTEMS CZ s.r.o (které dlouhodobě podporuje mládež Kondorů), nebyl osud týmu lhostejný, sehnala finance na další sezonu 2009/10 a odkoupila prvoligovou licenci od BK Jičín. Finanční prostředky pro sezonu 2010/11 ale byly velmi okleštěny, proto tým opustila většina hráčů. Klub tuto situaci vyřešil tak, že povolal hráče z okolních klubů a kádr doplnili odchovanci.
Své domácí zápasy odehrává od sezóny 2020/2021 ve Sportovní hale v Hodkovicích nad Mohelkou.

## Umístění v jednotlivých sezonách
Stručný přehled
Zdroj:
- 2005–2006: 1. liga (2. ligová úroveň v České republice)
- 2006–2009: Národní basketbalová liga (1. ligová úroveň v České republice)
- 2009–2016: 1. liga (2. ligová úroveň v České republice)
- 2016–2018: bez soutěže
- 2018–2019: 2. liga – sk. B (3. ligová úroveň v České republice)
- 2019– : 1. liga (2. ligová úroveň v České republice)

Jednotlivé ročníky
Zdroj:
Legenda: ZČ - základní část, červené podbarvení - sestup, zelené podbarvení - postup, fialové podbarvení - reorganizace, změna skupiny či soutěže
| Česko (2005 – )                                                                               |                           |           |           |                                       |                                      |
| Sezóny                                                                                        | Soutěž                    | Úroveň    | ZČ        | Play-off, nadstavba, sk. o udržení... | Poznámky                             |
| 2005/06                                                                                       | 1. liga                   | 2. úroveň | 1. místo  | Vítěz                                 | Postup                               |
| 2006/07                                                                                       | Národní basketbalová liga | 1. úroveň | 7. místo  | Čtvrtfinále                           |                                      |
| 2007/08                                                                                       | Národní basketbalová liga | 1. úroveň | 10. místo |                                       |                                      |
| 2008/09                                                                                       | Národní basketbalová liga | 1. úroveň | 5. místo  | Čtvrtfinále                           | Převod licence do Brna               |
| 2009/10                                                                                       | 1. liga                   | 2. úroveň | 8. místo  | Čtvrtfinále                           | Před sezónou koupě licence od Jičína |
| 2010/11                                                                                       | 1. liga                   | 2. úroveň | 14. místo |                                       |                                      |
| 2011/12                                                                                       | 1. liga                   | 2. úroveň | 8. místo  | Čtvrtfinále                           |                                      |
| 2012/13                                                                                       | 1. liga                   | 2. úroveň | 8. místo  | Čtvrtfinále                           |                                      |
| 2013/14                                                                                       | 1. liga                   | 2. úroveň | 14. místo |                                       |                                      |
| 2014/15                                                                                       | 1. liga                   | 2. úroveň | 16. místo | Play-out (2. místo)                   |                                      |
| 2015/16                                                                                       | 1. liga                   | 2. úroveň | 18. místo |                                       | Sestup; zánik A-mužstva              |
| V letech 2016–2018 byl klub bez A-mužstva, v soutěžích přihlášena pouze mládežnická družstva. |                           |           |           |                                       |                                      |
| 2018/19                                                                                       | 2. liga – sk. B           | 3. úroveň | 5. místo  | Finále (prohra)                       | Koupě licence od GBA Europe          |
| 2019/20                                                                                       | 1. liga                   | 2. úroveň |           |                                       |                                      |